# Artur Bajer
Artur Jan Bajer (ur. 10 stycznia 1983 w Poznaniu) – polski koszykarz występujący na pozycji silnego skrzydłowego, dwukrotny mistrz Polski ze Śląskiem Wrocław.

## Osiągnięcia
Drużynowe
- Mistrz Polski (2001, 2002)
- Uczestnik rozgrywek Suproliogi (2000/2001)

Reprezentacja
- Uczestnik mistrzostw Europy (1999 – 10. miejsce)[1]